# Полезине Парменсе
Полѐзине Пармѐнсе (на италиански: Polesine Parmense, на местен диалект Pülésan, Пюлезан) е село в северна Италия, община Полезине Парменсе, провинция Парма, регион Емилия-Романя. Разположено е на 36 m надморска височина.